# 로스바흐 전투
로스바흐 전투는 1757년 11월 5일 작센 선제후령(Electorate of Saxony)에 있는 로스바흐(Roßbach) 근교에서 벌어진 7년 전쟁(1756 - 1763)의 전투 중 하나이다.
프리드리히 대왕은 프랑스와 신성로마/오스트리아 제국의 연합군을 격파하였다. 이 전투는 완벽한 기습을 성취하기 위한 요소로서 신속한 기동을 멋지게 사용하고, 적은 손해로 적군을 괴멸시켰다는 점에서 프리드리히 대왕이 벌인 전투 중 최고의 승전 중 하나로 손꼽힌다.

## 배경
프랑스 - 신성로마 연합군은 투린기아(Thuringia)를 너머 진군하였고, 이는 프로이센에 대하여 직접적인 위협이 되었다. 전략적으로 이들 이외의 오스트리아군은 즉각적인 위협이 되지는 않았고 러시아군은 너무 멀리 떨어져 있었기 때문에 직접적인 피해를 줄 상황이 되지는 않았다. 외부에 알려지지 않은 도로를 이용해 프리드리히 대왕은 프랑스 - 신성로마 연합군을 향해 진군하였다. 프리드리히 대왕은 8월 31일 25,000명의 병력을 이끌고 드레스덴을 출발하여 대선제후(Great Elector)의 행군을 연상케 하는 길고 고된 행군을 수행하였다. 13일 동안 170마일을 주파하는 행군을 하기 위해 프리드리히 대왕은 보급물자를 군대의 전위에 배치하고 속도를 높이기 위해 보급 마차를 모두 버렸다. 동맹군은 프로이센군이 도착했음에도 불구하고 별다른 반응을 보이지 않았다. 이를 볼 때 프로이센군이 연합군을 도발하여 전투를 벌이는 것은 힘든 일이 될 터였다. 프리드리히 대왕의 군세와 연합군의 군세는 서로 며칠간 진퇴를 되풀이 하면서 상대를 속이려 하였다. 상대를 교란하기 위한 이런 움직임은 쌍방의 수(手)가 모두 막히게 되자 멈추었다. 이 기간 동안 오스트리아 기습 부대는 실제로 베를린을 공격하였고, 프로이센 왕가의 주요 인물들을 몰아넣는 데 성공하였다.

## 최초 배치
프로이센의 진영은 1757년 11월 5일 아침 왼쪽에는 로스바흐, 오른쪽에는 베드라(Bedra)가 있는 사이에 설치되어 연합군과 대치하고 있었다. 프랑스군의 장군인 수비즈 공 샤를 드 로앙(Charles de Rohan, prince de Soubise)과 신성로마제국의 대장(General-Feldzeugmeister) 작센-힐드부르크하우젠 공 요제프 프리드리히 빌헬름(Joseph Frederick William, duke of Saxe-Hildburghausen)이 전날 프리드리히에게 움직일 기회를 주지 않고 서쪽으로 기동을 수행하여 이제는 오른쪽으로 보면 브란데로다(Branderoda)가 근처에 있고 왼쪽에는 뮈첼른(Mücheln)이 있는 곳에 자리를 잡았다. 프로이센군의 초소를 보면 그들의 진영 바로 서쪽에 있는 마을에 위치해 있었고 동맹군의 초소는 스코르타우(Schortau) 언덕과 갈겐베르크(Galgenberg)가 있는 곳에 자리잡았다.

## 개전시의 움직임
동맹군은 분견대를 제외하더라도 약 42,000명이었으며, 이 전투에서 프로이센군에 비해 2배의 수적 우위를 유지하고 있었다. 동맹군의 초소는 프리드리히 대왕의 진영 곳곳을 살피고 있었다. 동맹군은 이전의 기동으로 가장 유리한 상태에 있었고, 이로 인해 힐드부르크하우젠 공(公)은 공격적인 태세를 취하기로 결심하였다. 그러나 그는 수비즈 공에게 전투의 위험을 감수하게 하는 데 상당한 어려움을 겪었고 이로 인해 동맹군은 11월 5일까지 진영을 철거하지 못했다. 수비즈는 아마 가능한 한 늦게 전투를 벌이고, 자신은 전투에 일부분만 참여하여 최대한 이익을 얻겠다는 심산이었던 것 같다. 연합군의 계획을 살펴보면 동맹군은 별다른 자연적 장애물이 존재하지 않는 프리드리히의 좌익 근처에 있는 제우츠펠트(Zeuchfeld)로 진군하여 라이할트스베르벤(Reichardtswerben)을 오른쪽에 두고 페트스타트(Pettstädt)를 왼쪽에 둔 상태로 북쪽을 향해 전투대형을 펼친다. 공작이 전투를 벌이고 좀 더 제한적인 목적을 지닌 수비즈가 같은 자리에 나타나 자레(Saale) 로부터 프리드리히의 부대를 분산시킬 수 있는 위치를 장악한다. 그러나 동맹군이 이러한 위치를 장악하기 위해서는 프로이센군의 측면 근처를 따라 진군해야 했고, 이는 프로이센군의 대응으로 인해 연합군으로 하여금 프로이센군의 전위를 가로질러가는 불리한 상황에 처하게 할 수도 있었다. 동맹군은 이럴 경우 자신들의 노출된 측면에 가해질 교란이 명백하다고 생각하여 상당한 병력을 배치하였다. 이러한 원래 계획을 무시한 동맹군 사령부는 전투 중 확실치 않은 추측으로 원래의 계획을 급히 수정하였고, 이는 이후 재난을 불러온다.
프리드리히 대왕은 아침, 로스바흐의 높은 건물 꼭대기에서 적의 움직임을 관찰하고 있었다. 연합군의 초기 기동은 프리드리히로 하여금 동맹군이 자신들의 보급창고가 있는 남쪽으로 퇴각하기 시작할 것이라고 확신하게 만들었다. 정오 무렵 프리드리히는 폰 가우디(von Gaudi)에게 정찰을 맡기고 식사를 하기 위해 떠났다. 이 장교는 동맹군의 의도에 대하여 프리드리히 대왕과는 다르게 파악했는데, 왜냐하면 연합군의 종대가 때때로 땅의 고저 차에 따라 나타나기도 했으며, 이들은 제우츠펠트로부터 동쪽을 향해 나아갔기 때문이다. 가우디의 흥미로운 보고는 처음 프리드리히 대왕의 실수를 확신시켰을 뿐이었다. 그러나 프리드리히 대왕이 직접 적의 기병과 보병대가 페트스타트 근교에 나타난 것을 확인하고는 적의 의도를 깨달을 수 있었다. 동맹군은 프리드리히의 교란작전을 무의미하게 만들기 위해 전투를 걸어오고 있었고, 프리드리히 대왕은 망설임 없이 이를 받아들였다.

## 함정
프로이센군은 진영을 철거하고 스카르타우(Schartau) 언덕에 있는 프랑스군의 초소에 있는 측면수비대를 대비하기 위해 소수의 경무장 부대만을 남겨놓고 이동하기 시작했다. 30분 정도 지나 프리드리히 대왕은 명령을 내렸고 프로이센군은 공격을 시작했다. 동맹군은 두개의 종대를 이루어 응전했는데 제 1열은 좌측에, 제 2열은 우측에 위치했으며 더 오른쪽에는 보병 예비대로 구성된 종대가 진군하고 있었으며, 연합군의 1열과 2열 사이의 도로에는 포병 예비대가 배치되어 있었다. 우익의 기병대는 두개의 종대 선두 부분에 위치해 있었으며 좌익의 기병대는 후미에 위치해 있었다. 처음 이들은 전투교리에 따라 거리를 유지하고 있었으나, 동쪽으로부터 선회하자 혼란이 일어났다. 예비 보병대는 두 개의 종대 사이로 움직였고 이로 인해 예비 포병대의 움직임을 방해했다. 선회를 하던 바깥 측면의 다른 부대들은 그들이 선회를 인도하는 병사의 재빠른 움직임을 따라 갈 수 없음을 깨달을 수밖에 없었다.
연합군의 약한 측면의 수비병은 로스바흐 쪽으로 떨어져 나갔다. 프로이센군은 이를 보고 상황이 판단될 때까지 동쪽으로 이동하는 듯한 움직임을 보였다. 동맹군사령관들은 프로이센군의 움직임을 보고 동맹군의 측면부대의 움직임으로 인해 프로이센이 로스바흐 쪽을 통해 연합군으로부터 측면과 후방의 공격을 받을 것을 염려하게 되었고 이를 피하기 위해 후퇴하는 것으로 추측하였다. 그 결과 동맹군의 장군들은 프로이센군의 퇴각을 저지하기 위해 진군을 서둘렀고 선두를 이끌게 하기 위해 우익의 기병대를 레이찰드스베르벤으로 보냈다. 동맹군 지휘관들은 또 후미에 있는 좌익 기병대와 측면의 수비병들로 하여금 프로이센군에 대한 추격에 참여하게 되었다. 이는 후에 치명적인 실수라는 것이 증명되었다.

## 함정이 작동하다

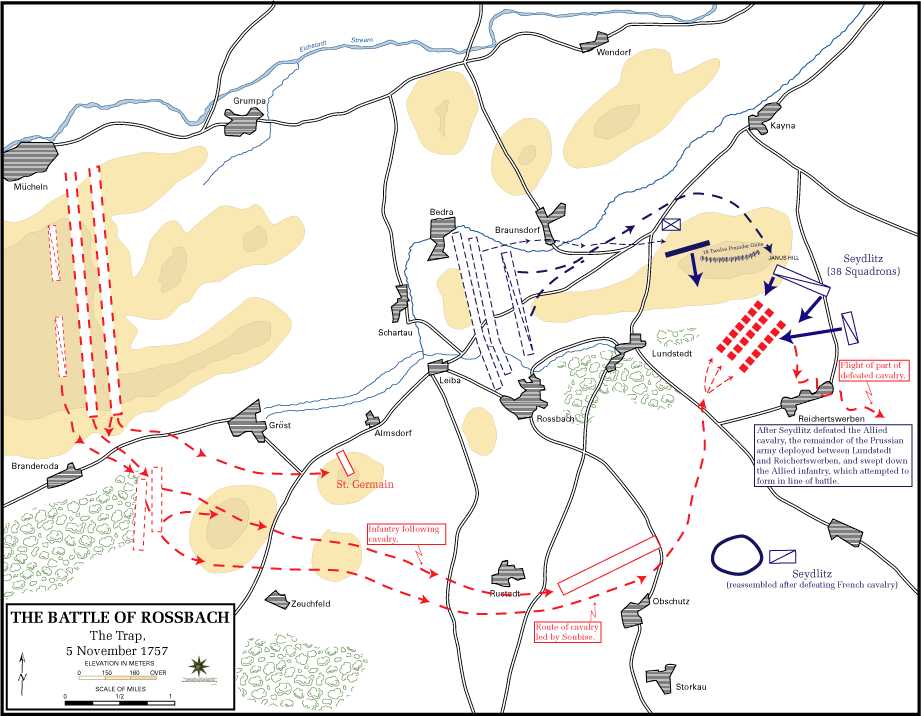
프로이센군의 함정.

수비즈와 공작은 프로이센군이 진열을 정비할 때까지 프리드리히의 진짜 목적이 자신들을 공격하기 위한 것이라는 것을 깨닫지 못했다. 연합군은 자신들이 진영을 철거하는 데 3시간이나 걸렸기 때문에 프리드리히 대왕의 군대가 진영을 철거하고 움직이는 데 연합군이 걸린 시간에 비교해 6분의 1밖에 되지 않을 거라고는 생각하지 못했다. 그렇기에 더욱이 연합군은 프로이센군이 로스바흐와 나흘렌도르프(Nahlendorf) 앞에 있는 평원에서 전투대형을 취하고 있을 거라고는 생각지 못했다.
프리드리히는 적과 나란히 전열을 구성하거나 퇴각하려고 하지 않았다. 그의 군대는 적보다 두 배나 빨리 움직일 수 있었고 프리드리히는 이를 이용해 우회공격을 할 생각이었다. 프리드리히는 야누스 후겔(Janus Hugel) 언덕과 폴젠 후겔(Pölzen Hugel) 언덕에 의해 적의 움직임이 차단되자 동쪽으로부터 연합군에 대한 급습을 시작했다. 만약 프로이센군과 마주쳤을 때 동맹군이 북쪽을 향해 이미 전열을 구성하고 있었더라면 공격은 그들의 우익을 노렸을 것이다. 만약 연합군이 여전히 종대의 형태로 동쪽, 혹은 북동쪽을 향해 진군했더라면, 연합군의 종대의 끝부분은 나머지 부분이 새로운 위치에서 진열을 짜기도 전에 격파 당했을 것이다. - 이 시대에 전투대형을 짜는 것은 오래 걸리는 일이었기 때문이다. 적을 교란하기 위해 폰 자이드리츠(von Seydlitz)는 운용 가능한 기병대를 이끌고 서둘러 야누스 후겔 언덕의 뒤쪽 폴젠 후겔 언덕으로 나아갔다. 폰 뮐러(von Moller)가 18문의 중포를 이끌고 야노스 후겔의 315미터 고지에서 진군해오는 연합군 기병대와 뒤따르는 보병대에 포격을 가했다.
뮐러의 중포에 포격을 받으면서 동맹군 기병대는 돌격하였고, 라이하르트스베르벤의 북부 보병대의 전위에 자리를 잡았으나, 뮐러의 포격은 거세지기만 하였다. 그러나 당시에는 퇴각을 보호하기 위해 포를 사용하는 것이 일반적이었기 때문에 동맹군은 자신들의 야포를 가지고 반격에 나섰다. 그러나 이들은 자이드리츠의 38개 기병대, 혹은 7개 연대가 폴젠 후겔 언덕으로부터 믿을 수 없는 속도로 갑작스럽게 나타나 그들의 우익을 공격하기 시작하자 혼란 상태에 빠졌다. 선두의 독일 연대(German regiment)가 자이드리츠를 상대하기 위해 전선을 펼쳤고 그 결과는 거의 믿을 수 없을 정도였다. 폰 자이드리츠는 자신의 기병대를 모조리 투입했고 자신 역시 일반병사처럼 전투에 참여해 상당한 부상을 입었다. 육박전은 남쪽의 동맹군 보병대까지 번졌다. 폰 자이드리츠는 그의 기병대를 타게베르헨(Tagewerhen) 근교에 집결시켜 재공격을 준비하였다. 자이드리츠의 공격은 약 30분정도밖에 걸리지 않았으며 곧이어 프로이센 기병대가 좌측으로부터 사다리꼴 형태를 취해 야노스 후겔을 내려와 이미 혼란에 빠지고 낙담한 상태의 동맹군 보병대를 상대하기 시작했다. 전위의 동맹군 기병대는 이미 프로이센 기병대의 초반 돌격에 의해 격파된 상태였으며 대부분 개별적으로 궤주한 상태였다.

## 동맹군의 무의미한 시도
동맹군의 보병대는 동맹군 기병대가 그랬던 것처럼 종대의 끄트머리에 있는 몇 개의 여단을 중심으로 전열을 짜려 하였다. 특히 프랑스부대는 공격을 위해 프랑스 군 특유의 하나, 혹은 두개로 구성된 전열을 짜 육박전을 벌이기 시작했다. 그러나 뮐러의 포격이 진군하는 동맹군 포병대의 머리위로 쏟아졌고 이로 인해 동맹군의 진형은 흐트러지고 말았다. 프랑스 종대가 머스캣 유효사거리에 도달했을 때 프로이센군은 신속하고 조직적인 일제사격을 통해 프랑스군의 공격을 분쇄시켰다.
동맹군은 전열(line of battle)을 구성하기 위한 무의미한 시도를 하였다. 두 개의 종대는 페스타트로부터 진군하는 동안 너무 근접하였다. 본대와 구별이 안 될 정도로 근접한 예비대는 우익에 위치한 예비 종대의 나머지 부분과 합류하여 새로운 진형을 구축하려 하였으며 예비 포병대는 보병대의 가운데에서 별다른 움직임을 보이지 못했다. 프로이센 보병대는 여전히 좌익에서 사다리꼴 대형을 구성하였다. 프로이센군의 좌익 끄트머리에 위치한 부대는 프랑스군을 격퇴하고 이 희망이 없을 정도로 혼란스러운 동맹군 진영을 향해 머스캣 사거리까지 도달하였다. 일제사격이 연합군 종대의 좌측면과 선두부분을 향해 가해졌고 이는 연합군을 완전한 혼란 상태에 빠트리는 데 성공하였다. 그리고 타게베르벤의 공터에서 병력을 재집결시킨 세이디츠는 기병대를 이끌고 우익을 기습하는 데 완벽히 성공했다.
이 결과 동맹군 보병대는 격파되었고 궤주하기 시작했다. 소우비즈공과 대공은 부상을 입었으나 각각 1개에서 2개 정도의 연대를 보존하는 데 성공하였으나, 나머지 부대는 인근으로 흩어지고 말았다. 이 전투는 한 시간 30분이 채 되지 않았으며 연합군 보병대의 잔여부대와의 전투도 15분이 넘지 않았다. 7개의 프로이센 보병대대는 적군과 교전하면서 인당 5에서 15발 정도의 탄환밖에 소비하지 않았다.

## 영향
폰 자이드리츠와 프로이센 공 하인리히(Prince Henry of Prussia)은 각각 기병대와 보병대를 지휘하여 전투에 임하였고 부상을 입었다. 프로이센군의 손실은 사상자 550명이었고, 이는 연합군이 포로 5,000명을 합쳐 10,000명 정도 되는 피해를 입은 것에 비교해 볼 때 아주 적은 수치였다. 프리드리히는 "나는 로스바흐에서 머스캣 총을 어깨에 짊어진 나의 보병들과 함께 전투에서 승리하였다."( won the battle of Rossbach with most of my infantry having their muskets shouldered.".)라고 말했다고 한다. 프리드리히 대왕은 보병들은 물론 약 3,500명의 기병과 함께 작전기동을 창안함과 동시에 유럽의 두 강대국이 연합한 군대를 완벽히 격멸시켰다.